# Masacre de Machuca
La Masacre de Machuca es el nombre con que se conoce la tragedia ocurrida el 18 de octubre de 1998 en el corregimiento de Machuca, municipio de Segovia (departamento de Antioquia), cuando una carga explosiva accionada contra un oleoducto dinamitado por el Ejército de Liberación Nacional (ELN) produjo un incendio que se extendió rápidamente por la población, acabando con la vida de 84 personas.

## Atentado al oleoducto
El 18 de octubre de 1998, aproximadamente a las 2:00 AM, un grupo de guerrilleros llamado 'Cimarrones' del frente 'José Antonio Galán' del ELN, detonó una carga explosiva en el Oleoducto Central de Colombia (oleoducto Cusiana-Coveñas) en inmediaciones a la cabecera urbana del corregimiento Machuca, aproximadamente a 900 metros de la misma.
El combustible derramado en combustión se propagó y vertió al río Pocuné. Los guerrilleros volaron el puente que atravesaba el poblado y al entrar en contacto con el agua, provocó que el fuego se propagara e incendiara la población. Sin poder escapar, el incendio propagado por la explosión causó la muerte a 84 personas y heridas a otras 30. Muchos de los pobladores que murieron en el incendio eran familiares de miembros del Comando Cimarrón del ELN, el mismo que realizó el atentado.
Tras el ataque, el ELN trató de culpar al Ejército Nacional de Colombia en un comunicado. En dicho comunicado el ELN afirmaba que habían sido los miembros de la base militar de El Cenizo, localizada a dos kilómetros de la población, quienes le "prendieron fuego al petróleo derramado para acabar con la población y deslegitimar al Eln".
El 11 de noviembre de 1998, en un comunicado firmado por el comandante del ELN, Nicolás Rodríguez, propuso la creación de una Comisión Humanitaria Internacional de Encuesta para clarificar lo ocurrido y afirmó que "los compañeros realmente no midieron correctamente el peligro que representaba esa acción para la población" asumiendo cierta responsabilidad.

## Condena
Un juez de Medellín profirió sentencia condenatoria, tras recibir una petición de un fiscal de la Unidad Nacional de Derechos Humanos y Derecho Internacional Humanitario, contra los miembros del Comando Central (COCE): 
- Nicolás Rodríguez Bautista, alias 'Gabino',
- Herlinton Javier Chamorro, alias 'Antonio García',
- Israel Ramírez Cepeda, alias 'Pablo Beltrán',
- Luis Carlos Guerrero Cárdenas, alias 'Lucho',
- Pedro Elias Cañas Serrano, alias 'Oscar Santos',
- Gerardo Bermúdez Sánchez, alias "Pacho Galan",
- Rafael Sierra Granados, alias 'Ramiro Vargas Melía',
- Víctor Orlando Cubides, alias 'Pablo Tejada',
- Luis Guillermo Roldán Posada, alias 'Raúl',
- Oscar de Jesús Giraldo Martínez, alias 'Ryan'
- Germán Enrique Fernández, alias 'Jhonny González'.[4]

La Procuraduría General de la Nación, por su parte, indicó que "los miembros del COCE son los encargados de trazar las acciones a seguir (así no las ejecuten) por parte de los integrantes de esa organización armada, y una de sus órdenes era la de atentar contra la infraestructura petrolera del país".